# Pirassunungoleptes
Pirassunungoleptes is een geslacht van hooiwagens uit de familie Zalmoxioidae.
De wetenschappelijke naam Pirassunungoleptes is voor het eerst geldig gepubliceerd door H. Soares in 1966. 

## Soorten
Pirassunungoleptes omvat de volgende 2 soorten:
- Pirassunungoleptes calcaratus
- Pirassunungoleptes lesserti